# Tom Cleverley
Tom Cleverley (Basingstoke, 12 augustus 1989) is een Engelse voormalig betaald voetballer die doorgaans als middenvelder speelde. Hij stroomde in 2009 door vanuit de jeugdopleiding van Manchester United en beëindigde in 2023 zijn carrière bij Watford. Cleverley speelde dertien wedstrijden in het Engels voetbalelftal.

## Clubcarrière
Cleverley stroomde in 2009 door vanuit de jeugdopleiding van Manchester United, waar hij in 2011 zijn contract verlengde tot medio 2015. Manchester verhuurde hem gedurende het seizoen 2014-2015 aan Aston Villa. Manchester United maakte later bekend dat het contract van Cleverley niet zou worden verlengd.
Cleverley tekende in juni 2015 een contract van 1 juli 2015 tot en met medio 2020 bij Everton. Dat lijfde hem dankzij zijn aflopende contract transfervrij in. Toenmalig Everton-trainer Roberto Martínez werkte eerder al met Cleverley tijdens het seizoen 2010/11, toen ze allebei in dienst waren bij Wigan Athletic.

## Clubstatistieken
| Seizoen | Club              | Competitie     | Competitie | Competitie | Beker | Beker | Internationaal | Internationaal | Totaal | Totaal |
| Seizoen | Club              | Competitie     | Wed.       | Dlp.       | Wed.  | Dlp.  | Wed.           | Dlp.           | Wed.   | Dlp.   |
| ------- | ----------------- | -------------- | ---------- | ---------- | ----- | ----- | -------------- | -------------- | ------ | ------ |
| 2008/09 | Leicester City    | League One     | 14         | 2          | 0     | 0     | —              | —              | 14     | 2      |
| 2008/09 | Watford           | Championship   | 15         | 2          | 0     | 0     | —              | —              | 15     | 2      |
| 2009/10 | Watford           | Championship   | 33         | 11         | 2     | 0     | —              | —              | 35     | 11     |
| 2010/11 | Wigan Athletic    | Premier League | 25         | 3          | 0     | 0     | —              | —              | 25     | 3      |
| 2011/12 | Manchester United | Premier League | 10         | 0          | 2     | 0     | 3              | 0              | 15     | 0      |
| 2012/13 | Manchester United | Premier League | 22         | 2          | 5     | 2     | 5              | 0              | 32     | 4      |
| 2013/14 | Manchester United | Premier League | 22         | 1          | 5     | 0     | 4              | 0              | 31     | 1      |
| 2014/15 | Manchester United | Premier League | 1          | 0          | 0     | 0     | —              | —              | 1      | 0      |
| 2014/15 | Aston Villa       | Premier League | 31         | 3          | 6     | 0     | —              | —              | 37     | 3      |
| 2015/16 | Everton           | Premier League | 9          | 1          | 2     | 0     | —              | —              | 11     | 1      |
| Totaal  | Totaal            | Totaal         | 182        | 25         | 22    | 2     | 12             | 0              | 226    | 27     |

Bijgewerkt op 27 december 2015.

## Interlandcarrière
Tussen 2009 en 2011 speelde Cleverley zestien interlands voor Engeland –21. In 2012 nam toenmalig olympisch bondscoach Stuart Pearce de middenvelder op in zijn selectie voor de Olympische Spelen in Londen. Tijdens alle vier de wedstrijden van Groot-Brittannië speelde Cleverley speelde hij de gehele wedstrijd. Tegen de Verenigde Arabische Emiraten gaf hij een assist op het doelpunt van Daniel Sturridge.
In augustus 2011 werd Cleverley door bondscoach Fabio Capello voor het eerst opgeroepen voor het Engels voetbalelftal, voor een oefeninterland tegen Nederland. Hij speelde uiteindelijk geen minuut, aangezien de wedstrijd werd afgelast door de rellen in Engeland. Een maand later werd de middenvelder opnieuw opgeroepen, net als zijn teamgenoten Phil Jones en Chris Smalling, die ook nog nooit waren uitgekomen voor Engeland. Tijdens de wedstrijden tegen Bulgarije en Wales kwam hij echter niet in actie. Een jaar later mocht hij wel debuteren. Inmiddels was Roy Hodgson als opvolger van Capello de nieuwe bondscoach geworden. Op 15 augustus 2012 werd gewonnen van Italië; Daniele De Rossi opende de score voor de Italianen, maar Phil Jagielka en Jermain Defoe bepaalden de eindstand op 2–1. Cleverley begon in de basis en mocht het gehele duel meespelen. De andere debutanten dit duel waren Jack Butland (Birmingham City), John Ruddy (Norwich City), Ryan Bertrand (Chelsea) en Jake Livermore (Tottenham Hotspur). Op 12 oktober van datzelfde jaar werd een kwalificatiewedstrijd voor het WK 2014 gespeeld tegen San Marino. Door doelpunten van Wayne Rooney, Danny Welbeck (beiden tweemaal) en Alex Oxlade-Chamberlain werd met 5–0 gewonnen. Cleverley, die negentig minuten meespeelde in zijn vierde interland, had 165 balcontacten gedurende het duel, een record voor een Engels international. De middenvelder speelde in zeven van de tien kwalificatiewedstrijden mee. Hodgson nam Cleverley op in een reservelijst van zeven spelers voor het WK. Omdat er geen blessures waren, hoefde hij zich echter niet te melden.
| Interlands van Tom Cleverley voor Engeland | Interlands van Tom Cleverley voor Engeland | Interlands van Tom Cleverley voor Engeland | Interlands van Tom Cleverley voor Engeland | Interlands van Tom Cleverley voor Engeland | Interlands van Tom Cleverley voor Engeland | Interlands van Tom Cleverley voor Engeland |
| №                                          | Datum                                      | Wedstrijd                                  | Uitslag                                    | Competitie                                 | Goals                                      |                                            |
| Als speler bij Manchester United           | Als speler bij Manchester United           | Als speler bij Manchester United           | Als speler bij Manchester United           | Als speler bij Manchester United           | Als speler bij Manchester United           | Als speler bij Manchester United           |
| ------------------------------------------ | ------------------------------------------ | ------------------------------------------ | ------------------------------------------ | ------------------------------------------ | ------------------------------------------ | ------------------------------------------ |
| 1                                          | 15 augustus 2012                           | Engeland – Italië                          | 2 – 1                                      | Vriendschappelijk                          |                                            |                                            |
| 2                                          | 7 september 2012                           | Moldavië – Engeland                        | 0 – 5                                      | WK 2014 kwalificatie                       |                                            |                                            |
| 3                                          | 11 september 2012                          | Engeland – Oekraïne                        | 1 – 1                                      | WK 2014 kwalificatie                       |                                            |                                            |
| 4                                          | 12 oktober 2012                            | Engeland – San Marino                      | 5 – 0                                      | WK 2014 kwalificatie                       |                                            |                                            |
| 5                                          | 17 oktober 2012                            | Polen – Engeland                           | 1 – 1                                      | WK 2014 kwalificatie                       |                                            |                                            |
| 6                                          | 14 november 2012                           | Zweden – Engeland                          | 4 – 2                                      | Vriendschappelijk                          |                                            |                                            |
| 7                                          | 6 februari 2013                            | Engeland – Brazilië                        | 2 – 1                                      | Vriendschappelijk                          |                                            |                                            |
| 8                                          | 22 maart 2013                              | San Marino – Engeland                      | 0 – 8                                      | WK 2014 kwalificatie                       |                                            |                                            |
| 9                                          | 36 maart 2013                              | Montenegro – Engeland                      | 1 – 1                                      | WK 2014 kwalificatie                       |                                            |                                            |
| 10                                         | 14 augustus 2013                           | Engeland – Schotland                       | 3 – 2                                      | Vriendschappelijk                          |                                            |                                            |
| 11                                         | 10 september 2013                          | Oekraïne – Engeland                        | 0 – 0                                      | WK 2014 kwalificatie                       |                                            |                                            |
| 12                                         | 15 november 2013                           | Engeland – Chili                           | 0 – 2                                      | Vriendschappelijk                          |                                            |                                            |
| 13                                         | 19 november 2013                           | Engeland – Duitsland                       | 0 – 1                                      | Vriendschappelijk                          |                                            |                                            |

Bijgewerkt op 27 december 2015.

## Erelijst
| Competitie              |                |                |                |                |
| Competitie              | Aantal         | Jaren          |                |                |
| Leicester City          | Leicester City | Leicester City | Leicester City | Leicester City |
| ----------------------- | -------------- | -------------- | -------------- | -------------- |
| Kampioen League One     | 1x             | 2008/09        |                |                |
| Manchester United       |                |                |                |                |
| Kampioen Premier League | 1x             | 2012/13        |                |                |
| FA Community Shield     | 2x             | 2011, 2013     |                |                |